# Доминика (фильм)
«Доминика» — российский фильм-фэнтези режиссёра Олега Агейчева. Фильм получил приз за лучший сценарий на фестивале «Амурская осень 2017». В главной роли: Андрей Чадов. Премьера фильма в России состоялась 20 сентября 2018 года.

## Сюжет
Фильм рассказывает о способном архитекторе Косте, которому подбрасывают удивительную девочку по имени Доминика, которая становится старше с каждой новой вспышкой злости Кости.

## В ролях
- Андрей Чадов — Константин
- Светлана Устинова — Яна
- Игорь Жижикин
- Александр Шаляпин
- Яна Гурьянова
- Елена Яковлева — Доминика в 43 года
- Екатерина Васильева
- Амет-Хан Магомедов
- София Бармина
- Лиза Измайлова
- Дарья Кондратьева - Доминика в 14 лет